# Nils Hohenhövel
Nils Hohenhövel (* 11. Oktober 1995 in Münster) ist ein deutscher Schauspieler.

## Leben
Nils Hohenhövel spielte bereits zwischen 2009 und 2012 verschiedene Rollen beim Jungen Theater Cactus in seiner Geburtsstadt Münster. Zurzeit lebt er in Leipzig, wo er von 2014 bis 2018 die dortige Hochschule für Musik und Theater „Felix Mendelssohn Bartholdy“ besuchte. Dort wirkte er ebenfalls in zwei von mephisto 97.6, dem Lokalradio der Universität Leipzig, produzierten und ausgestrahlten Hörspielproduktionen mit.
Darüber hinaus steht Hohenhövel seit 2014 für verschiedene Film- und Fernsehproduktionen vor der Kamera, so spielte er 2014 in einer Folge der Krimiserie SOKO Köln und 2015 in dem Kinofilm Männertag unter der Regie von Holger Haase. In dem mittellangen Film Mein rechter, rechter Platz ist frei... verkörperte er 2017 einen Schulattentäter, dessen Taten Mitschüler wie Lehrer nachhaltig traumatisieren. In der LGBT-Webserie Lampenfieber mimt er die Hauptfigur Philipp, einen Studienabbrecher, der am Theater reüssieren möchte und dabei verschiedene prägende Affären erlebt. 2018 spielte Hohenhövel in Draußen in meinem Kopf, seiner ersten großen Kino-Hauptrolle, den FSJler Christoph, der dem an Muskeldystrophie erkrankten Sven (Samuel Koch) assistiert.
Hohenhövel ist seit 2018 Ensemblemitglied am Wiener Volkstheater.

## Filmografie (Auswahl)
- 2014: ARK (Kurzfilm)
- 2014: SOKO Köln – Auf der schiefen Bahn
- 2015: Männertag
- 2016: So hell die Nacht (Kurzfilm)
- 2017: Capelli Code (Serie)
- 2017: Mein rechter, rechter Platz ist frei... (Mittellanger Film)
- 2017: Lampenfieber (Webserie)
- 2017: The Team (Fernsehserie)
- 2018: Das schweigende Klassenzimmer
- 2018: Draußen in meinem Kopf
- 2018: Grüner wird’s nicht, sagte der Gärtner und flog davon
- 2019: Todesfrist – Nemez und Sneijder ermitteln
- 2020: SOKO München – Affenliebe
- 2020: Tatort: Das perfekte Verbrechen
- 2021: Für immer Eltern
- 2021: Alarm für Cobra 11 – Die Autobahnpolizei: Abflug
- 2021: Der Palast
- 2022: Neben der Spur ist auch ein Weg
- 2022: Die Känguru-Verschwörung
- 2023: Tatort: Love is Pain (Fernsehreihe)
- 2023: Am Ende – Die Macht der Kränkung (Fernsehserie)
- 2023: Tatort: Des anderen Last (Fernsehreihe)
- 2023: Tatort: Zerrissen (Fernsehreihe)

## Hörspiele
- 2015: Ferien bei Oma
- 2015: Hörst du es auch?